# Guerre interstellaire
Dans la fiction, une guerre interstellaire est une guerre entre combattants dont les quartiers-généraux respectifs se trouvent dans différents système stellaires. C'est un concept populaire en science-fiction, surtout dans le sous-genre du space opera. Une guerre intergalactique désigne une guerre entre combattants de galaxies différentes tandis qu'une guerre interplanétaire désigne une guerre entre combattants de différentes planètes issues du même système.
La littérature sur les guerres interplanétaire se référent souvent à la situation de l'époque à laquelle elle est écrite. Ainsi, en général, les plus vieux romans sont inspirés du système colonial, sur le plan politique et économique, de la fin du XIXe siècle et du début du XXe ; la fiction du milieu du XXe siècle est souvent très inspirée de la Guerre froide lors de la militarisation de l'espace avec des références au conflit entre le monde libre et le bloc communiste, à travers la représentation de la Terre (les bons) contre les extraterrestres (les méchants). La fiction moderne utilise souvent le conflit pour explorer les faiblesses des humains.

## Enjeux
Le concept même de guerre interstellaire implique des temps excessivement longs d'un point de vue humain. A moins que les belligérants aient une espérance de vie très élevée (humains augmentés, extraterrestres...) ou des technologies non compatibles avec la physique telle que nous la connaissons (voyage plus rapide de la lumière, voyage par trous de ver) ce type de combat ne peut avoir lieu. En effet, un affrontement entre deux systèmes stellaires implique un important temps de voyage du fait de la limite de la vitesse de la lumière. Ce temps de voyage s'applique aussi bien aux troupes qu'aux éventuelles rayons, missiles ou même messages échangés.
Le combat interstellaire demande de pouvoir mobiliser d'importantes quantités d'énergies et des puissances astronomiques tout en maintenant une activité économique. Sans technologies inconnues et sans violer les principes fondamentaux de la physique cela réserve cette pratique à des civilisations classées II sur l'échelle de Karadchev.

## Exemples dans la littérature
La série de romans du Cycle de Fondation d'Isaac Asimov met en scène des conflits armés entre plusieurs royaumes se partageant les zones périphériques de la galaxie.
Les plus anciens romans de guerre spatiale se sont limités à l'espace interplanétaire et non stellaire, comme à travers le roman de H. G. Wells, La Guerre des mondes.